# Anolis microlepidotus
Anolis microlepidotus (геррерський дубовий аноліс) — вид ігуаноподібних ящірок родини анолісових (Dactyloidae). Ендемік Мексики.

## Поширення і екологія
Геррерські дубові аноліси мешкають в центральній частині Південної Сьєрра-Мадре в штаті Герреро та на заході Оахаки. Вони живуть в дубових і сосново-дубових рідколіссях, трапляються на узліссях. Зустрічаються на висоті від 1700 до 2200 м над рівнем моря.